# Wally Wood
Wally Wood, døbt Wallace Allan Wood (født 17. juni 1927, død 2. november 1981), var en amerikansk tegneserietegner og -forfatter, bedst kendt for sit arbejde for forlaget EC Comics og humorbladet Mad. Dog er han i Danmark muligvis bedst kendt for den erotiske tegneserie Sally (originaltitel: Sally Forth), der i 1970'erne udkom fra Forlaget Holme, en underafdeling af Interpresse.
Trods mange personlige problemer tegnede Wood hundredvis af tegneseriesider samt illustrationer til bøger og blade, plus reklamer, vittighedstegninger, pladeomslag, plakater og samlekort såsom Topps' legendariske Mars Attacks-kortsæt (filmatiseret af Tim Burton).